# عيسي ساكاموتو
عيسي ساكاموتو (باليابانية: 坂本一彩) هو لاعب كرة قدم ياباني، ولد في 26 أغسطس 2003.

## وصلات خارجية
- عيسي ساكاموتو على موقع رابطة كرة القدم اليابانية للمحترفين (اليابانية)
- عيسي ساكاموتو على موقع قاعدة بيانات كرة القدم.إي يو (الإنجليزية)
- عيسي ساكاموتو على موقع Soccerway.com (الإنجليزية)
- عيسي ساكاموتو على موقع عالم كرة القدم.نت (الإنجليزية)